# Unità geometrizzate
Un sistema di unità geometrizzate o sistema di unità geometrico è un sistema di unità naturali in cui la base delle unità fisiche sono scelte in modo che la velocità della luce, {\displaystyle c}, e la costante di gravitazione universale, {\displaystyle G}, sono uguali all'unità; 
{\displaystyle c=G=1\ }
Il sistema di unità geometrizzate non è completamente definito e non è univocamente definito: esso lascia delle libertà sulla scelta di alcune costanti fisiche. Possiamo, ad per esempio, impostare che la costante di Boltzmann, {\displaystyle k_{B}}, e la costante associata alla forza di Coulomb, {\displaystyle k_{C}}, siano uguali all'unità.
{\displaystyle k_{B}=1\ }
{\displaystyle k_{C}={\frac {1}{4\pi \varepsilon _{0}}}=1}
Se la costante di Dirac (chiamata anche "costante di Planck ridotta") è fissata a uno,
{\displaystyle \hbar =1\ }
le unità geometrizzate sono identiche alle unità di misura di Planck.
Questo sistema è molto utile in fisica, in particolare nella teoria della relatività generale.

## Conversioni di base
|    | m                      | kg                   | s                      | C                      | K                        |
| -- | ---------------------- | -------------------- | ---------------------- | ---------------------- | ------------------------ |
| m  | 1                      | c2/G [kg/m]          | 1/c [s/m]              | c2/(G/(4πε0))1/2 [C/m] | c4/(GkB) [K/m]           |
| kg | G/c2 [m/kg]            | 1                    | G/c3 [s/kg]            | (G 4πε0)1/2 [C/kg]     | c2/kB [K/kg]             |
| s  | c [m/s]                | c3/G [kg/s]          | 1                      | c3/(G/(4πε0))1/2 [C/s] | c5/(GkB) [K/s]           |
| C  | (G/(4πε0))1/2/c2 [m/C] | 1/(G 4πε0)1/2 [kg/C] | (G/(4πε0))1/2/c3 [s/C] | 1                      | c2/(kB(G 4πε0)1/2) [K/C] |
| K  | GkB/c4 [m/K]           | kB/c2 [kg/K]         | GkB/c5 [s/K]           | kB(G 4πε0)1/2/c2 [C/K] | 1                        |